# Гаттилузио, Никколо
Никколо Гаттилузио (итал. Niccolò Gattilusio; умер 1462) — был шестым и последним сеньором рода Гаттилузио на Лесбосе с 1458 по 1462 год. Он был младшим сыном Дорино I Гаттилузио и Ориетты Дориа.

## Биография

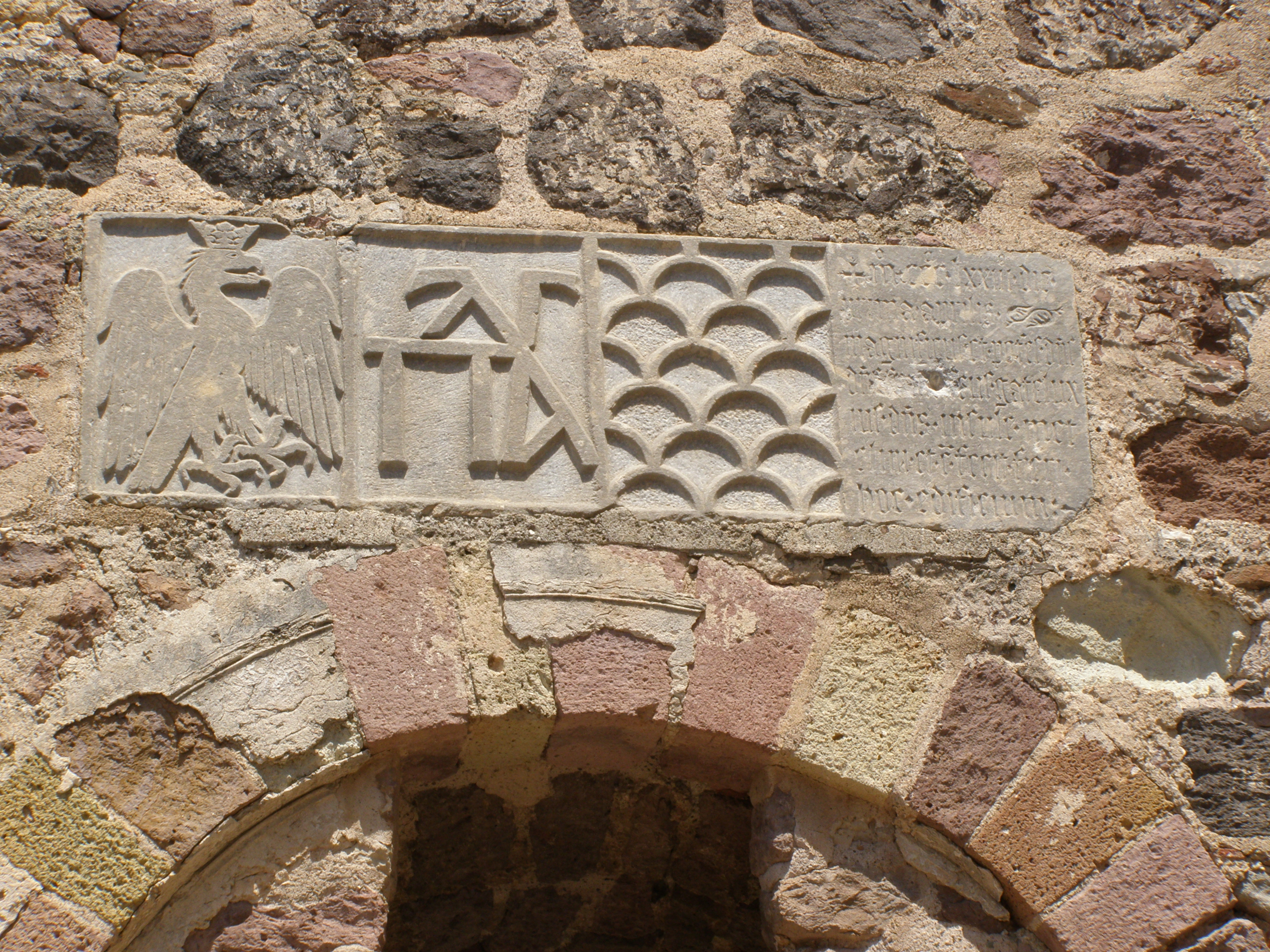
Рельеф в замке Митилены, изображающий орла семьи Дориа (крайний слева), семейный вензель Палеологов (в центре слева) и герб Гаттилузио (в центре справа)

Он низложил своего старшего брата Доменико Гаттилузио, бросил его в тюрьму и приказал задушить. Османский султан Мехмед II использовал это преступление как предлог для вторжения на Лесбос. По версии немецкого историка Франца Бабингера, истинная мотивация Мехмеда заключалась в том, что Никколо укрывал каталонских пиратов в обмен на значительную долю их добычи; эти пираты грабили близлежащее анатолийское побережье, похищая жителей и продавая их в рабство. 
В 1458 году Никколо попытался привлечь на свою сторону христианских монархов. С целью добиться отправки экспедиции для оказания помощи против турецкого нападения, которое становилось всё более вероятным после повторной оккупации турками в 1459 году островов Лемнос, Тасос и Самофракия, он отправил на Запад архиепископа Митилини Леонарда Хиосского, поручив ему заручиться поддержкой папы Пия II, французского губернатора Генуи, Иоанна Анжуйского, а также герцога Бургундского Филиппа III и самого короля Франции. Однако Леонард смог получить от западных держав лишь устные обязательства. Кроме того, отношения с Генуей были испорчены отказом Никколо вернуть приданое вдовы Доменико, Марии Джустиниани. 
В 1462 году Мехмед выступил из Константинополя во главе отряда янычар через Анатолию в Ассос (возле современного Бехрам-Кёй), где 1 сентября 1462 его встретил флот, содержащий остаток его сил, после чего он переправился на Лесбос. Сначала его войска опустошали сельскую местность, надеясь, что это запугает Никколо и заставит его сдаться; но Никколо, доверяя укреплениям своего города Митилини и его гарнизону в 5000 человек, объявил, что падет с боем. Султан Мехмед приступил к завоеванию Митилини: после четырех дней стычек Мехмед приказал бомбардировать город шестью гигантскими пушками, которые он привёз с собой. Ущерб, нанесенный этими пушками, не поддавался восстановлению, и когда янычары проникли в город, Никколо был вынужден признать свое поражение. Он сдал Митилини и остальную часть острова.
Никколо был увезен в Константинополь в качестве пленника вместе с большей частью своей семьи. Там он принял ислам и был на короткое время освобожден. Его сестра Мария Гаттилузио (вдова Александра Великого, брата императора Давида Великого), которая, как говорили, была прекрасна, вошла в императорский гарем. Ее сын Алексиос стал пажом и, как сообщают некоторые источники, фаворитом султана, но, похоже, вскоре после этого был обезглавлен.
Затем Мехмед II обнаружил, что его любимый паж, который некоторое время назад сбежал от него, стал христианином и был включен в свиту Никколо. Это последнее унижение, кажется, ускорило смертный приговор Никколо. Он был задушен тетивой в Константинополе.